# 劳本 (下阿尔高县)
劳本（德語：Lauben，發音：[ˈlaʊbn̩] ⓘ）是德国巴伐利亚州施瓦本行政区下阿尔高县的市镇，面积18.4平方千米，2023年12月31日人口为1,411人。